# Павловка (Чутовский район)
Павловка (укр. Павлівка, до 2016 г. — Жовтневое) — село,
Скороходовский поселковый совет,
Чутовский район,
Полтавская область,
Украина.
Код КОАТУУ — 5325455301. Население по переписи 2001 года составляло 314 человек.

## Географическое положение
Село Павловка находится на расстоянии в 2 км от пгт Скороходово.
По селу протекает пересыхающий ручей с запрудой.
Рядом проходит железная дорога, станция Скороходово в 4-х км.

## История
- 2004 — изменён статус с посёлка на село.
- 2016 — село переименовано в Павловку.

## Экономика
- Молочно-товарная ферма.

## Объекты социальной сферы
- Детский сад.